# Ma Chung-pei
Ma Chung-pei (en chino, 馬中珮; pinyin, Mǎ Zhōngpèi) es una astrofísica y cosmóloga taiwanesa-estadounidense. Es profesora de astronomía y física Judy Chandler Webb en la Universidad de California en Berkeley. Dirigió los equipos que descubrieron varios de los agujeros negros más grandes conocidos de 2011 a 2016. 

## Biografía
Ma nació en Taiwán. Comenzó a tocar el violín a los cuatro años. Asistió a la escuela secundaria superior de Taipei Municipal First Girls y ganó el Concurso Nacional de Violín de Taiwán en 1983. Luego asistió al Instituto de Tecnología de Massachusetts (MIT) y recibió su licenciatura en ciencias físicas en 1987.  Obtuvo un doctorado en física del MIT en 1993.  Estudió cosmología teórica y física de partículas con Alan Guth y Edmund W. Bertschinger, sus asesores de doctorado. Cuando era adolescente en Taiwán, ganó una competencia nacional de violín en Taipéi cuando tenía 16 años, y también tomó clases de violín durante sus años universitarios en el MIT en el Conservatorio de Música de Nueva Inglaterra en Boston.

## Carrera
De 1993 a 1996, obtuvo una beca postdoctoral en el Instituto de Tecnología de California. De 1996 a 2001 fue profesora asociada y asistente en la Universidad de Pensilvania. Mientras estuvo allí ganó el Premio Lindback a la enseñanza distinguida.  Se convirtió en profesora de astronomía en el Departamento de Astronomía de la Universidad de Berkeley en 2001. 
Sus intereses de investigación son la estructura a gran escala del universo, materia oscura y la radiación de fondo cósmico de microondas. Dirigió el equipo que descubrió los agujeros negros más grandes conocidos en 2011.
Es editora científica en cosmología de The Astrophysical Journal. 

## Premios y honores
- 1987 - Sociedad Phi Beta Kappa
- 1997 - Premio Annie Jump Cannon en Astronomía (American Astronomical Society)
- 1999 - Sloan Fellowship
- 2003 - Premio Maria Goeppert-Mayer (American Physical Society)[6]
- 2009 - Miembro de la Sociedad Americana de Física
- 2012 - Miembro de la Asociación Americana para el Avance de la Ciencia
- 2012 - Miembro de la Fundación Simons

## Publicaciones seleccionadas
- Ma, Chung-Pei; Bertschinger, Edmund (diciembre de 1995). «Cosmological Perturbation Theory in the Synchronous and Conformal Newtonian Gauges». The Astrophysical Journal 455: 7-25. Bibcode:1995ApJ...455....7M. doi:10.1086/176550.
- Ma, Chung‐Pei; Fry, J. N. (10 de noviembre de 2000). «Deriving the Nonlinear Cosmological Power Spectrum and Bispectrum from Analytic Dark Matter Halo Profiles and Mass Functions». The Astrophysical Journal 543 (2): 503-513. Bibcode:2000ApJ...543..503M. doi:10.1086/317146.
- Boylan-Kolchin, M.; Ma, C.-P.; Quataert, E. (1 de enero de 2008). «Dynamical friction and galaxy merging time-scales». Monthly Notices of the Royal Astronomical Society 383 (1): 93-101. Bibcode:2008MNRAS.383...93B. doi:10.1111/j.1365-2966.2007.12530.x.
- McConnell, Nicholas J.; Ma, Chung-Pei (20 de febrero de 2013). «Revisiting the Scaling Relations of Black Hole Masses and Host Galaxy Properties». The Astrophysical Journal 764 (2): 184. Bibcode:2013ApJ...764..184M. doi:10.1088/0004-637X/764/2/184.
- Ma, Chung-Pei; Caldwell, R. R.; Bode, Paul; Wang, Limin (10 de agosto de 1999). «The Mass Power Spectrum in Quintessence Cosmological Models». The Astrophysical Journal 521 (1): L1-L4. Bibcode:1999ApJ...521L...1M. doi:10.1086/312183.
- Fakhouri, Onsi; Ma, Chung-Pei; Boylan-Kolchin, Michael (21 de agosto de 2010). «The merger rates and mass assembly histories of dark matter haloes in the two Millennium simulations». Monthly Notices of the Royal Astronomical Society 406 (4): 2267-2278. Bibcode:2010MNRAS.406.2267F. doi:10.1111/j.1365-2966.2010.16859.x.